# Iamangúlovo
Iamangúlovo (en rus: Ямангулово) és un poble de Baixkíria, a Rússia, que en el cens del 2010 tenia 237 habitants. Pertany al districte de Iermolàievo.